# 五所川原市立いずみ小学校
五所川原市立いずみ小学校（ごしょがわらしりつ いずみしょうがっこう）は、青森県五所川原市大字飯詰にある公立小学校。

## 概要
- 本校は、2012年4月に毘沙門・飯詰・沖飯詰・一野坪の各小学校が統廃合して設立された学校で、飯詰小学校の施設を継続使用。
- 主な進学先は、五所川原市立五所川原第四中学校。校歌は、五所川原市出身のデュオユニット サエラのピアノ担当の高橋朋子が作詞、作曲した[1]。

## 沿革
- 2012年（平成24年）
  - 4月1日 - 開校。
  - 4月7日 - 最初の開校式と第1回入学式を挙行。新1年生36名を含む、全校児童205名でスタートを切った。

## 学区
- 沖飯詰・桜田・長橋（字広野の一部・字藤島）・川山・種井・太刀打・漆川字鍋懸の一部・一野坪（字朝日田の一部・字馬繋場・字馬繋・字緑石・字早蕨・字麻ノ葉・字坪実の一部）・飯詰・下岩崎・毘沙門・長富の各地区[2]。

## 周辺
- 社会福祉法人若葉会若葉こども園 - 五所川原市道をはさんで敷地が隣接、かつ進学前こども園のひとつ。

## 交通
- 五所川原市中心部から、車で約6km・約12分。
- 津軽鉄道津軽鉄道線津軽飯詰駅から、徒歩で約1.7km・約27分。
- 弘南バス飯詰線で、「飯詰コミセン前」バス停より、
  - 五所川原駅前経由五所川原営業所行のりばから、徒歩約415m・約6分。
  - 下岩崎行のりばから、徒歩約415m・約6分。